# Habitatge a la plaça Major, 3 (Alcanar)
L'Habitatge a la plaça Major, 3 és una obra modernista d'Alcanar (Montsià) inclosa a l'Inventari del Patrimoni Arquitectònic de Catalunya.

## Descripció
Habitatge que fa cantó amb la plaça major i el carrer Càlig.
Té planta baixa i dos pisos, amb terrat de barana balustrada al nivell superior. A la planta baixa la porta és gran i a la seva dreta hi ha una finestra enreixada. Al primer pis, dues finestres grans precedeixen un balcó amb doble estructura de ferro. Al segon hi ha dos balcons més petits, i entre ells un mosaic, protegit per un petit ràfec superior, fet de manisa vidriada, representa, amb mida natural, a la Verge.
Sota el ràfec de la terrassa, que hi ha dalt de tot, es pot llegir una inscripció dedicada a la Verge.
Tot el mur ha estat arrebossat fa poc, excepte l'angle i els muntants i la llinda de les obertures, que són de carreus ben escairats. És interessant el treball de fusta a la porta, amb talla en relleu o incisa, que representa motius decoratius i palmetes donant molta importància a la línia corba.
El plafó de ceràmica substituí un d'anterior.